# فالتر كاوفمان (كاتب)
فالتر كاوفمان (بالألمانية: Walter Kaufmann؛ بالإنجليزية: Walter Kaufmann) هو كاتب ألماني وأسترالي، ولد في 19 يناير 1924 في برلين في ألمانيا.

## وصلات خارجية
- والتر كوفمان على موقع IMDb (الإنجليزية)
- والتر كوفمان على موقع قاعدة بيانات الفيلم (الإنجليزية)